# Джонс, Эйша
Эйша Такера Джонс (англ. Asjha Takera Jones; родилась 1 августа 1980 года, Пискатауэй, штат Нью-Джерси, США) — американская профессиональная баскетболистка, выступавшая в женской национальной баскетбольной ассоциации и в чемпионатах ряда европейских стран. В настоящее время работает в руководстве клуба Национальной баскетбольной ассоциации «Портленд Трейл Блейзерс».

## Карьера в Женской НБА
Джонс была выбрана на драфте ЖНБА 2002 года в первом раунде под общим четвёртым номером клубом «Вашингтон Мистикс». Третий выбор этого раунда Стэйси Дэйлс так охарактеризовала Джонс: «Эйша Джонс — один из наиболее сложных игроков, против которого мне когда-либо приходилось играть». После двух сезонов в «Мистикс» Джонс была обменяна в «Коннектикут Сан» в результате трёхстороннего обмена.
В 2009 году Джонс стала самым результативным игроком «Сан», набирая в каждом матче по 16,7 очка. Однако в середине сезона она повредила ахиллы и была вынуждена пропустить последние 11 игр сезона и в феврале перенесла операцию. Хотя она окончательно не восстановилась к началу сезона 2010 года, однако продолжала набирать более 10 очков в каждой игре. По окончании сезона ЖНБА она решила взять небольшую паузу и не выступать в европейских чемпионатах зимой. Благодаря этому решению она полностью восстановилась к сезону 2011 года, став третьим самым результативным игроком лиги.
13 мая 2015 года «Коннектикут Сан» обменяли Джонс в «Миннесоту Линкс» на выбор во втором раунде драфта ЖНБА 2016 года. В составе своей новой команды Эйша стала чемпионкой ЖНБА в сезоне 2015 года.

## Тренерская карьера
В 2018 году Джонс стала тренером по развитию игроков в «Вашингтон Мистикс». 3 декабря 2019 года её повысили до помощника главного тренера.
25 апреля 2021 года Джонс вошла в руководство клуба Национальной баскетбольной ассоциации «Портленд Трейл Блейзерс», заняв должность директора по баскетбольной стратегии и планирования.